# 16-й меридіан західної довготи
16-й меридіан західної довготи — лінія довготи, що лежить на 16 градусів західніше Гринвіцького меридіана. Вона проходить від Північного полюса через Північний Льодовитий океан, Гренландію, Ісландію, Атлантичний океан, Африку, Південний океан та Антарктиду до Південного полюса.
16-й меридіан західної довготи формує велике коло разом із 164-тим меридіаном східної довготи.

## Список географічних об'єктів, що перетинає 16° зх. д.
Починаючи на Північному полюсі та рухаючись до Південного полюса, 16-й меридіан західної довготи проходить через:
| Координати                                                 | Країна, територія або море | Примітки |
| ---------------------------------------------------------- | -------------------------- | --- |
| 90°0′ пн. ш. 16°0′ зх. д. / 90.000° пн. ш. 16.000° зх. д.  | Північний Льодовитий океан | |
| 81°45′ пн. ш. 16°0′ зх. д. / 81.750° пн. ш. 16.000° зх. д. | Гренландія                 | |
| 80°21′ пн. ш. 16°0′ зх. д. / 80.350° пн. ш. 16.000° зх. д. | Атлантичний океан          | Гренландське море |
| 66°31′ пн. ш. 16°0′ зх. д. / 66.517° пн. ш. 16.000° зх. д. | Ісландія                   | |
| 64°7′ пн. ш. 16°0′ зх. д. / 64.117° пн. ш. 16.000° зх. д.  | Атлантичний океан          | Проходить східніше острова Порту-Санту, Португалія Проходить західніше острова Селважем-Гранде[en], Португалія Проходить східніше острова Селважем-Пекена[en] Проходить східніше острова Тенерифе, Іспанія Проходить західніше острова Гран-Канарія, Іспанія |
| 23°39′ пн. ш. 16°0′ зх. д. / 23.650° пн. ш. 16.000° зх. д. | Західна Сахара             | Проходить через півострів Дахла — претендує Марокко та Сахарська Арабська Демократична Республіка |
| 23°38′ пн. ш. 16°0′ зх. д. / 23.633° пн. ш. 16.000° зх. д. | Атлантичний океан          | |
| 23°22′ пн. ш. 16°0′ зх. д. / 23.367° пн. ш. 16.000° зх. д. | Західна Сахара             | Претендує Марокко та Сахарська Арабська Демократична Республіка |
| 21°20′ пн. ш. 16°0′ зх. д. / 21.333° пн. ш. 16.000° зх. д. | Мавританія                 | Проходить через Нуакшот |
| 16°30′ пн. ш. 16°0′ зх. д. / 16.500° пн. ш. 16.000° зх. д. | Сенегал                    | |
| 13°35′ пн. ш. 16°0′ зх. д. / 13.583° пн. ш. 16.000° зх. д. | Гамбія                     | |
| 13°10′ пн. ш. 16°0′ зх. д. / 13.167° пн. ш. 16.000° зх. д. | Сенегал                    | |
| 12°27′ пн. ш. 16°0′ зх. д. / 12.450° пн. ш. 16.000° зх. д. | Гвінея-Бісау               | Проходить через материк та острів Пешіше[en] |
| 11°48′ пн. ш. 16°0′ зх. д. / 11.800° пн. ш. 16.000° зх. д. | Атлантичний океан          | |
| 11°34′ пн. ш. 16°0′ зх. д. / 11.567° пн. ш. 16.000° зх. д. | Гвінея-Бісау               | Проходить через острови Біжаґош |
| 11°2′ пн. ш. 16°0′ зх. д. / 11.033° пн. ш. 16.000° зх. д.  | Атлантичний океан          | |
| 60°0′ пд. ш. 16°0′ зх. д. / 60.000° пд. ш. 16.000° зх. д.  | Південний океан            | |
| 72°18′ пд. ш. 16°0′ зх. д. / 72.300° пд. ш. 16.000° зх. д. | Антарктида                 | Проходить через Землю Королеви Мод (претендує Норвегія) |